# Sabatinca caustica
Sabatinca caustica là một loài bướm đêm thuộc họ Micropterigidae. Nó được miêu tả bởi Edward Meyrick năm 1912. Loài này có ở New Zealand.
Adults were được tìm thấy ở tháng 10.